# Димитров, Николай Фёдорович
Николай Фёдорович Димитров (1925—1998) — советский работник сельского хозяйства, Герой Социалистического Труда.

## Биография
Родился в х. Журавка Чернышковского района 25 марта 1925 года.
Трудовую деятельность начал колхозником.
В 1942 году был призван на военную службу в Красную Армию, стал курсантом Саратовского танкового училища.
После окончания учёбы в звании сержанта с группой сокурсников был направлен в Нижний Тагил получать с завода новые танки. Там же был сформирован эшелон с военной техникой, который был направлен на 2-й Украинский фронт.
За время Великой Отечественной войны участвовал в форсировании рек Днепр, Прут и Южный Буг. С боями прошёл Украину, Молдавию, воевал в Румынии, Польше. В Польше получил тяжёлое ранение. Был на излечении в военном госпитале в Ульяновске до 1945 года.
Из Ульяновска вернулся в родной колхоз им. Ленина и снова работал трактористом.
В 1959 году возглавил третью комплексную бригаду колхоза им. Ленина и вывел её в передовые в колхозе.
За успешное выполнение пятилетнего плана, высокие показатели в земледелии и животноводстве в 1971 году ему была вручена Золотая звезда Героя Социалистического Труда.
Умер в 1998 году в посёлке Чернышковский.

## Награды
- Герой Социалистического Труда (1971).
- Награждён орденом Ленина, орденом Отечественной войны 2-й степени, орденом Красной Звезды, орденом Трудового Красного Знамени, медалью ВДНХ, а также рядом медалей, среди которых две медалями «За отвагу».

## Память
- В 2005 году в центре посёлка Чернышковский был торжественно открыт Мемориал Героев, где установлены памятные доски с портретами Героев Социалистического Труда, Героев Советского Союза и России. Среди них — Н. Ф. Димитров.[1]